# Audiosurf
Audiosurf: Ride Your Music ist ein 2008 veröffentlichtes Computer-Musikspiel des US-Spieleentwicklers Invisible Handlebar.
Ziel des Spieles ist es, ein Raumschiff auf einer mehrspurigen Rennstrecke zu lenken und dabei farbige Blöcke taktisch richtig durch Überfahren einzusammeln. Strecke, Blöcke und Geschwindigkeit generieren sich aus den Charakteristika des vorher ausgewählten Musikstückes, welches beim Spielen synchron zum Streckenverlauf abgespielt wird. Die Musik kann dabei von einer Audio-CD oder einer Musikdatei (MP3, WMA, ogg, flac oder über iTunes) stammen. Am Ende des Spiels werden die erzielten Punkte sowie eine Online-Highscoreliste für dieses Musikstück angezeigt.
Aktuell wird Audiosurf über die Spieleplattform Steam vertrieben und enthält den kompletten Soundtrack der Orange Box. Die Beta-Version des Spiels wurde kostenlos verteilt.
2008 wurde Audiosurf beim Independent Games Festival in der Kategorie „Excellence in Audio“ ausgezeichnet.

## Spielprinzip
In Audiosurf steuert der Spieler ein frei schwebendes, raumschiff-ähnliches Fahrzeug ähnlich denen in Wipeout oder F-Zero. Es kann entweder mit der Maus, der Tastatur oder einem Gamepad gesteuert werden. Der Spieler manövriert es, eine bunte, mehrspurige Strecke entlang. Dabei werden farbige Blöcke ähnlich dem Spiel Klax eingesammelt. Sie fallen in ein unter dem Raumschiff liegendes Raster. Werden diese Blöcke ungeordnet aufgenommen, überfüllt sich das Raster und das Raumschiff wird zerstört und erscheint nach einer Wartezeit neu. Liegen hingegen drei oder mehr Blöcke derselben Farbe nebeneinander (die Form spielt dabei keine Rolle), fallen sie aus dem Raster und der Spieler bekommt Punkte gutgeschrieben. Die Anzahl der Punkte richtet sich nach der Anzahl der Blöcke, die auf einen Schlag kombiniert werden. Aber auch die Farbe des Verbunds spielt eine Rolle: So geben gelbe oder rote Blöcke mehr Punkte als blaue. Weiterhin gibt es Bonuspunkte am Ende der Strecke für gewisse Leistungen, zum Beispiel für das Verbinden von elf Blöcken zu einer Kombination.
Am Ende werden die erreichten Punkte nebst einer weltweiten Highscoreliste (für jedes Lied eine eigene Liste, um die Punktzahlen gerechter vergleichen zu können) für das gewählte Lied angezeigt.
Es gibt die Schwierigkeitsstufen Anfänger, Fortgeschrittener und Profi. Zu jedem Schwierigkeitsgrad gibt es verschiedene Spielmodi: So spielt im Modus Mono die Farbe der Blöcke keine Rolle, dafür gibt es graue Blöcke auf der Strecke, denen der Spieler ausweichen muss. In anderen Modi kann der Spieler beispielsweise das Raster neu mischen oder die Platzierung der Blöcke im Raster beeinflussen. Auch ein Zweispieler-Modus ist verfügbar.
Das hervorstechende Merkmal von Audiosurf ist jedoch, dass die Streckenverläufe passend zur Hintergrundmusik erstellt werden. So erscheinen die farbigen Blöcke im Takt der Musik, die Topografie der Strecke spiegelt die Geschwindigkeit des Musikstückes wider. Bei schnellen Passagen fährt man die Strecke hinab, während ruhige Stellen in einer Steigung resultieren. Dadurch spielt der Spieler mit der Musik, ähnlich wie in Spielen wie SingStar oder Guitar Hero.

## Rezeption
- Internationale Durchschnittswertung: 86/100[3]
- Durchschnittswertung der deutschen Fachpresse: 85/100[4]
- 2008 IGF Awards: „Excellence in Audio“[5]